# Gaius Servilius Ahala (Konsul)
Gaius Servilius Ahala war ein römischer Politiker und Feldherr aus der gens Servilia. Er ist nicht mit dem gleichnamigen Konsulartribun Gaius Servilius Ahala der Jahre 408, 407 und 402 v. Chr. identisch.
Sein Konsulat verlief ohne weitere Zusammenstöße mit Veji, welches noch im Jahr zuvor Überfälle auf römisches Gebiet unternommen hatte. Wegen eines fehlgeschlagenen Versuchs sich mit den Etruskern friedlich zu einigen, erreichten die Plebejer die Verabschiedung eines Gesetzes (der lex de bello indicendo), wonach Kriegserklärungen von den Comitia Centuriata votiert und die Kriegsführung den Konsulartribunen des Folgejahres übertragen werden musste.

## Konsulartribunate
419, 418 und 417 v. Chr. amtierte ein Gaius Servilius Structus als Militärtribun mit konsularischer Gewalt. Der Chronograph von 354 setzt diese Person mit dem Konsul von 427 v. Chr. gleich, obwohl dies aufgrund der unterschiedlichen Cognomina aus moderner Sicht unsicher ist. Dennoch geht die Forschung davon aus, dass es sich um ein und dieselbe Person handelte.